# سرپاور پرنده
سرپاورهای پرنده خانواده‌ای از سرپاورها هستند. این خانواده ۳ زیرخانواده، ۱۱ سرده و بیش از ۲۰ گونه دارد. آن‌ها مانند ماهی‌های مرکب هستند ولی خیلی از آنها بزرگ ترند، سرپاورهای پرنده بزرگ‌ترین بی مهره زنده در دنیا است. ما نوع‌های زیادی از سرپاورها داریم مثل سرپاور پرنده ژاپنی یا سرپاور پیمانکار نیوزلندی و غیره.